# Велика книга органуму
Велика книга органуму (лат. Magnus Liber Organi) — збірка середньовічної музичних творів, відомих як органуми. Повна назва роботи Magnus liber organi de graduali et antiphonario pro servitio divino. Написані в XII — початку XIII століть майстрами музичної школи Нотр-Дам, зокрема Леоніном і Перотіном, імена яких стали відомі завдяки невідомому англійському студентові, якого сучасні дослідники іменують як Анонім IV.
Твори з Magnus Liber використовувалися в богослужіннях протягом церковного року. Текст містить тільки поліфонічні лінії, проте їх нотація не є точною. Оригінал цієї книги не зберігся, проте збереглися рукописні копії.